# Cortes de Lisboa de 1285
As Cortes de Lisboa de 1285 realizaram-se nesta data e nesta cidade. Nelas aconteceu o protesto dos nobres contra a quebra das imunidades senhoriais nas Inquirições. Este clima de contestação terá contribuído para o desencadear da revolta do infante D. Afonso contra o rei e seu pai D. Dinis. Foi promulgada a lei de taxação dos tabeliães.